# توکمکری (نیومکزیکو)
توکمکری (به انگلیسی: Tucumcari) شهری در ایالت نیومکزیکو کشور ایالات متحده آمریکا است که جمعیت آن در سرشماری سال ۲۰۱۰ میلادی، ۵٬۳۶۳ نفر بوده‌است.